# Patitsa
Patitsa (Bulgaars: Патица) is een dorp in Bulgarije. Het dorp is gelegen in de gemeente Tsjernootsjene, oblast Kardzjali. Het dorp ligt 9 km ten noorden van Kardzjali en 199 km ten zuidoosten van de hoofdstad Sofia. 

## Bevolking
Op 31 december 2020 werden er 164 inwoners in het dorp Patitsa geregistreerd door het Nationaal Statistisch Instituut van Bulgarije.
In het dorp wonen uitsluitend Bulgaarse Turken. In de volkstelling van 2011 identificeerden alle 161 ondervraagden zichzelf met de "Turkse etniciteit".
| Etnische samenstelling van de respondenten (2011) | Etnische samenstelling van de respondenten (2011) | Etnische samenstelling van de respondenten (2011) | Etnische samenstelling van de respondenten (2011) | Etnische samenstelling van de respondenten (2011) |
| ------------------------------------------------- | ------------------------------------------------- | ------------------------------------------------- | ------------------------------------------------- | ------------------------------------------------- |
|                                                   |                                                   |                                                   |                                                   |                                                   |
| Bulgaren                                          | Bulgaren                                          |                                                   | 0,0%                                              | 0,0%                                              |
| Turken                                            | Turken                                            |                                                   | 100,0%                                            | 100,0%                                            |
| Roma                                              | Roma                                              |                                                   | 0,0%                                              | 0,0%                                              |
| Anders/Onbekend                                   | Anders/Onbekend                                   |                                                   | 0,0%                                              | 0,0%                                              |

Van de 170 inwoners die in februari 2011 werden geregistreerd, waren er 19 tussen de 0-14 jaar oud (11,2%), 120 inwoners waren tussen de 15-64 jaar oud (70,6%) en 31 inwoners waren 65 jaar of ouder (18,2%).